# Rhyssemus limbolarius
Rhyssemus limbolarius är en skalbaggsart som beskrevs av Rudolph Petrovitz 1963. Rhyssemus limbolarius ingår i släktet Rhyssemus och familjen Aphodiidae. Inga underarter finns listade i Catalogue of Life.